# Jane Dee Hull
Pour les articles homonymes, voir Hull.
Jane Dee Hull, née Jane Dee Bowersock le 8 août 1935 à Kansas City dans l'État du Missouri et morte le 16 avril 2020 à Phoenix, est une femme politique américaine. Membre du Parti républicain, elle est gouverneure de l’État de l’Arizona de 1997 à 2003.
Elle est la deuxième femme à être élue gouverneur de cet État et la première membre du Parti républicain.

## Biographie
Jane Bowersock est diplômée en éducation à l’université du Kansas. Elle enseigne dans les écoles au Kansas. En 1954, elle épouse Terry Hull, médecin, avec lequel elle s'installe en Arizona en 1962 et tous les deux travaillent auprès des Navajos à Chinle.
Jane Dee Hull entre en politique en 1978 en étant élue à la Chambre des représentants de l'Arizona en tant que républicaine. Réélue à six reprises, elle conserve son siège de 1979 à 1993 et est la première femme à occuper le poste de présidente de la Chambre dans l’histoire de l’Arizona, entre 1989 et 1992.
En 1991, la législature de l'Arizona est éclaboussée par le scandale AzCam, qui s'achève par le retrait de dix membres de la Chambre et du Sénat. Jane Hull parvient à faire adopter un nombre de réformes à caractère éthique pour rétablir la confiance du public dans la législature.
En novembre 1994, elle est élue secrétaire d’État de l’Arizona et entre en fonction le 2 janvier 1995, devenant le deuxième personnage de l'État. Le 5 septembre 1997, le gouverneur Fife Symington est contraint de démissionner à la suite d'une condamnation criminelle et Jane Dee Hull accède au poste de gouverneur pour achever le mandat en cours. Elle prête serment devant Sandra Day O'Connor, juge de la Cour suprême des États-Unis et ancienne législatrice de cet État.
En novembre 1998, elle est élue gouverneur pour un mandat de quatre ans en obtenant 60,95 % des voix. Cette élection est historique puisque c’est la première fois dans l’histoire des États-Unis que les cinq plus hautes fonctions dans un État sont occupées par des femmes avec Hull, Betsey Bayless, secrétaire d’État, Janet Napolitano, procureur générale, Carol Springer, trésorière et Lisa Graham Keegan, superintendante de l’instruction publique.
Elle meurt le 16 avril 2020 à Phoenix, seulement quelques heures après son mari.